# Artabotrys speciosus
Artabotrys speciosus är en kirimojaväxtart som beskrevs av Wilhelm Sulpiz Kurz, Joseph Dalton Hooker och Thomas Thomson. Artabotrys speciosus ingår i släktet Artabotrys och familjen kirimojaväxter. Inga underarter finns listade i Catalogue of Life.